# Hormosira banksii
Hormosira banksii, denominada comúnmente collar de Neptuno o uvas de mar, es una especie de alga parda (Phaeophyceae) encontrada en Australia y Nueva Zelanda. Se trata de un alga presente en las piscinas rocosas de los niveles mareales medios y se caracteriza por tomar la forma de cadenas de cuentas huecas de color marrón-oliva. Cada cuenta es una vejiga llena de agua que previene la desecación entre mareas. También almacenan gas permitiéndoles permanecer erguidas en el agua. Esto también les permite obtener más luz solar y de avanzar con el flujo de la corriente. Una de sus adaptaciones es vivir en grupos, lo que previene la pérdida de humedad y la desecación.
Esta alga se reproduce asexualmente a partir de fragmentos de rotura y sexualmente. Los órganos sexuales se encuentran dentro de los poros localizados sobre las superficies de las cuentas. En la marea alta, el alga libera grupos de óvulos o esperma en masas pegajosas. Todas las plantas los liberan al mismo tiempo, maximizando la probabilidad de fertilización.
Las plantas son comestibles, especialmente las jóvenes.